# Paul R. McHugh
Paul Rodney McHugh (né en 1931) est un psychiatre et professeur d'université américain. Ancien psychiatre en chef de l'hôpital Johns Hopkins il est actuellement professeur émérite de psychiatrie à la faculté de médecine de l'université Johns Hopkins,.

## Biographie
Paul McHugh est né à Lawrence, Massachusetts, fils d'un professeur de l'école secondaire Lowell et d'une femme au foyer,. Il a obtenu son diplôme du Harvard College en 1952 et de la Harvard Medical School en 1956. Alors qu'il était à Harvard, il a été « introduit à l'école de psychiatrie freudienne et s'est finalement éloigné de celle-ci »,.
Après l'école de médecine, l'éducation de McHugh a été influencée par George Thorn, le médecin en chef du Peter Bent Brigham Hospital (maintenant le Brigham and Women's Hospital), affilié à Harvard. Thorn a encouragé McHugh à développer un cheminement de carrière différent, lui suggérant d'entrer dans le domaine de la psychiatrie en étudiant d'abord la neurologie. Sur la recommandation de Thorn, McHugh a été accepté dans le programme de résidence en neurologie et neuropathologie du Massachusetts General Hospital où il a étudié pendant trois ans sous la direction de Raymond Adams, chef du département de neurologie.
Du Massachusetts General Hospital, McHugh est allé à l'Institute of Psychiatry de Londres où il a étudié sous la direction d'Aubrey Lewis et était supervisé par James Gibbons et Gerald Russell. Après son année à Londres, McHugh est allé à la Division de neuropsychiatrie du Walter Reed Army Institute of Research.
McHugh est un catholique pratiquant. Selon un article du New York Times de 2002, c'est un démocrate « qui se décrit comme un orthodoxe religieux, un libéral politique et un conservateur culturel - un partisan du mariage et des Marines, un partisan des valeurs institutionnelles et familiales ».

## Carrière
Après sa formation, McHugh a occupé divers postes universitaires et administratifs, y compris celui de professeur de psychiatrie au Weill Cornell Medical College (où il a fondé le Bourne Behavioral Research Laboratory), directeur clinique et directeur de la formation au New York Presbyterian Hospital Westchester Division.
De 1975 à 2001, M. McHugh a été titulaire de la chaire Henry Phipps de psychiatrie et directeur du département de psychiatrie et de sciences du comportement à l'Université Johns Hopkins. En même temps, il était psychiatre en chef à l'hôpital Johns Hopkins. Il est actuellement professeur émérite de psychiatrie à l'École de médecine de l'Université Johns Hopkins.
Ses recherches ont porté sur les fondements neuroscientifiques des comportements motivés, la génétique psychiatrique, l'épidémiologie et la neuropsychiatrie.
Au cours des années 1960, McHugh a coécrit des articles sur l'hydrocéphalie, la dépression et le suicide, et la stimulation amygdaloïde[réf. nécessaire].
En 1975, McHugh a coécrit avec M. F. Folstein et S. E. Folstein un article intitulé « Mini-Mental State : Une méthode pratique pour évaluer l'état cognitif des patients pour le clinicien » (de l'anglais Mini-Mental State: A Practical Method for Grading the Cognitive State of Patients for the Clinician). Le document décrit en détail le Mini examen d'état mental (MMSE), un examen composé de onze questions seulement, qui permet d'évaluer rapidement et avec précision les patients à la recherche de signes de démence et d'autres états de déficience cognitive. C'est l'un des tests les plus utilisés dans le domaine de la santé mentale.
En 1979, en sa qualité de président du département de psychiatrie, McHugh a mis fin à la chirurgie de changement de sexe au Johns Hopkins Hospital.
En 1983, McHugh et son collègue Phillip R. Slavney ont coécrit The Perspectives of Psychiatry, qui présente l'approche psychiatrique de Johns Hopkins. L'ouvrage cherche à appliquer systématiquement les meilleurs travaux des comportementalistes, psychothérapeutes, sociologues et autres spécialistes longtemps considérés comme en désaccord les uns avec les autres. Une deuxième édition a été publiée en 1998.
McHugh a également traité l'auteur Tom Wolfe pour une dépression subie à la suite d'un pontage coronarien. Wolfe a dédié son roman de 1998, A Man in Full, à McHugh, « dont l'intelligence, la camaraderie et la gentillesse sans faille lui ont sauvé la mise ».
En 1992, McHugh a annoncé qu'il allait quitter Johns Hopkins et accepter un poste de directeur et PDG du Friends Hospital de Philadelphie. La Johns Hopkins School of Medicine a rapidement cherché à le retenir avec succès.
En 1992, McHugh a été élu à l'Institute of Medicine (IOM) - National Academies of Science - maintenant la National Academy of Medicine.
Tout au long de la décennie 1990, McHugh s'est employé à démystifier l'idée d'une mémoire retrouvée, c'est-à-dire l'idée que les gens pouvaient se souvenir soudainement et spontanément des abus sexuels subis pendant l'enfance,.
En 2001, McHugh a été nommé par le président George W. Bush au Conseil présidentiel de bioéthique. Ce Conseil est notamment chargé de formuler des recommandations sur ce que devrait être la politique du gouvernement fédéral américain en matière de cellules souches embryonnaires. McHugh était contre l'utilisation de nouvelles lignées de cellules souches embryonnaires issues de la fécondation in vitro, mais était en faveur de l'utilisation de cellules souches issues du transfert de noyau de cellules somatiques (TNCS). Dans le TNCS, le noyau d'une cellule est enlevé et remplacé par un autre noyau cellulaire. McHugh estimait que les cellules ainsi créées pouvaient être considérées comme des tissus, alors que les cellules souches prélevées sur des embryons causaient la mort d'un enfant à naître.
En 2002, McHugh a été nommé membre d'un groupe de laïcs réunis par l'Église catholique romaine pour enquêter sur les abus sexuels commis par des prêtres Cette nomination a été controversée, car McHugh avait déjà été témoin expert dans la défense de nombreux prêtres accusés d'abus sexuels sur enfants.
McHugh a été mis en vedette dans un documentaire de Netflix de 2017, The Keepers, pour son rôle dans la défense lors du procès de 1995, Jane Doe et al. v. A. Joseph Maskell et al. qui était une affaire impliquant l'abus sexuel de deux femmes par un prêtre catholique, Père Joseph Maskell.

## Prises de position sur l'homosexualité et la transidentité
Selon McHugh, la transidentité est un « trouble mental » et le changement de sexe est « biologiquement impossible » et « prétendre qu'il s'agit là d'une question de droits civils et encourager l'intervention chirurgicale, c'est en réalité collaborer avec un trouble mental et en faire la promotion ».
McHugh s'oppose à la chirurgie de réattribution sexuelle pour les personnes transgenres. En 1979, il ferme la clinique de l'identité sexuelle à Johns Hopkins avec pour justification que la plupart des personnes qui avaient subi des traitements de chirurgie étaient satisfaites de ce qu'elles avaient fait et que seules quelques personnes le regrettaient mais à tous les autres égards, leur état psychologique n'avait guère changé. Ils avaient à peu près les mêmes problèmes de relations, de travail et d'émotions qu'auparavant. Pour McHugh, la chirurgie de réattribution sexuelle pour les jeunes transgenres est comparable à faire « une liposuccion à un enfant anorexique »,.
Le Dr McHugh a critiqué les lois de Californie, du New Jersey et du Massachusetts interdisant les traitements psychiatriques de mineurs avec troubles de l’identité sexuelle.
McHugh considère l'homosexualité comme un « désir erroné » (erroneous desire) et appuie la Proposition 8 de la Californie. Il est coauteur d'une critique du traitement médical des jeunes transgenres publiée par le American College of Pediatricians.
En août 2016, McHugh a participé à une revue de littérature scientifique sur le genre et la sexualité dans The New Atlantis, une revue publiée sous les auspices du Ethics and Public Policy Center,.